# Secret Treasure
Secret Treasure, é um filme chinês de 2016 de gênero aventura, dirigido por Ronald Cheng e Gordon Chan, estrelado por Ronald Cheng, Dayo Wong, Fala Chen e Joyce Feng.  O filme está disponível em 3D.

## Elenco
- Ronald Cheng
- Dayo Wong
- Fala Chen
- Joyce Feng